# 秋山晋吾
秋山 晋吾（あきやま しんご、1971年 - ）は、日本の歴史学者、ハンガリー史研究者。一橋大学大学院社会学研究科教授。南塚信吾ゼミ出身で、専門は東欧、中欧の社会史。東欧史研究会委員長。

## 略歴
- 1971年：群馬県前橋市生まれ[2]
- 1990年：三重県立四日市南高等学校卒業[3]
- 1995年：筑波大学第三学群国際関係学類修了：学士（国際関係学）[3]
- 1998年：千葉大学大学院文学研究科修士課程修了：修士（文学）[3]
- 1999年：デブレツェン大学（ハンガリー）文学部史学科博士後期課程留学[3]
- 2001年：デブレツェン大学文学部非常勤講師[3]
- 2004年：千葉大学大学院社会文化科学研究科博士後期課程修了：博士（文学）[3]。 論文の題は「18世紀および19世紀前半のデブレツェンにおける「市民」の範疇 : 葡萄酒販売権問題とハンガリー大平原の都市社会」[4]。
- 2004年：日本学術振興会特別研究員[3]
- 2005年：千葉大学文学部非常勤講師[3]
- 2006年：大阪外国語大学外国語学部非常勤講師[3]
- 2007年：北海道大学スラブ研究センター共同研究員[5]、中央大学法学部非常勤講師[3]
- 2008年：法政大学法学部非常勤講師、創価大学文学部非常勤講師[3]
- 2009年：外務省研修所非常勤講師[3]
- 2010年：一橋大学大学院社会学研究科総合社会科学専攻准教授[3]、東欧史研究会編集長[6]
- 2011年：東京大学文学部非常勤講師[3]
- 2014年：一橋大学大学院社会学研究科総合社会科学専攻教授[3]
- 2016年：NPO法人国立人文研究所監事[7]
- 2022年：東欧史研究会委員長

## 著作

### 単著
- 『姦通裁判―18世紀トランシルヴァニアの村の世界―』星海社＜星海社新書＞、2018年。ISBN 978-4-06-511636-4

### 共編
- 『つながりと権力の世界史』（小沢弘明、山本明代と共編）彩流社、2014年。ISBN 978-4-7791-1988-0

### 訳書
- ヤーノシュ・サーヴァイ『ハンガリー』（南塚信吾と共訳）白水社＜文庫クセジュ＞、1999年。ISBN 978-4-560-05814-5
- ロビン・オーキー『ハプスブルク君主国　1765-1918:マリア=テレジアから第一次世界大戦まで』監訳（山之内克子監訳、三方洋子訳）NTT出版、2010年。ISBN 978-4-7571-4062-2
- モーリー・グリーン『海賊と商人の地中海：マルタ騎士団とギリシア商人の近世海洋史』NTT出版、2014年。ISBN 978-4-7571-4295-4